# São José do Cedro
São José do Cedro este un oraș în Santa Catarina (SC), Brazilia.